# Tránsito de Venus de 1761
El Tránsito de Venus de 1761 es el primer tránsito del planeta que pudo ser observado por el conjunto de todos astrónomos. Es un fenómeno astronómico en el cual el planeta Venus aparece como un disco pequeño oscuro moviéndose a través de la faz del Sol. Como todos los tránsitos de Venus, se debió a que este planeta se interpuso entre el Sol y la Tierra. Se pudo apreciar desde gran parte de nuestro planeta. 
En función de la posición del observador, el momento exacto puede variar hasta en ± 7 minutos. Los tránsitos de Venus se encuentran entre los fenómenos celestes previsibles más raros, presentándose en pares de ocho años de diferencia, con un patrón regular de 121,5 y 105,5 años entre pares consecutivos.

## Características

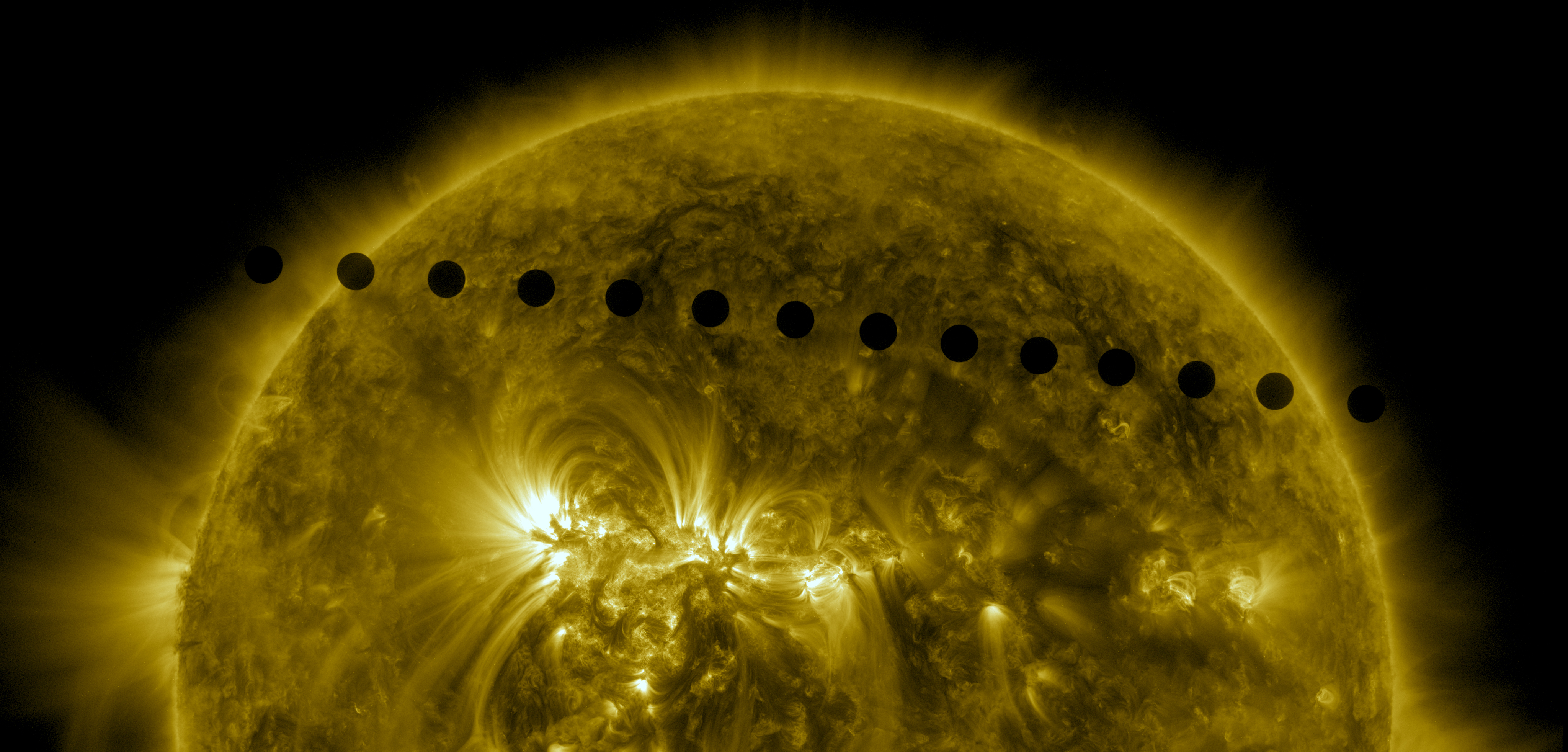
Imagen de un tránsito con el trazado de su paso por el sol

El tránsito tuvo lugar el 6 de junio de 1761. Fue visible en su totalidad en la casi globalidad de Asia, en el oeste de Australia y en el este de Europa. Se pudo ver a la salida del sol  en África y el resto de Europa. Siendo visible a la puesta del sol en el Océano Pacífico, y en la mitad noreste de Norteamérica.
El horario del tránsito fue el siguiente (en tiempo universal ):
- 1er Contacto: 02:02
- 2º Contacto: 02:20
- Tránsito máximo: 05:19
- 3er Contacto: 08:18
- 4º Contacto: 08:36
- Tiempo total: 6 horas y 34 min.

## Historia

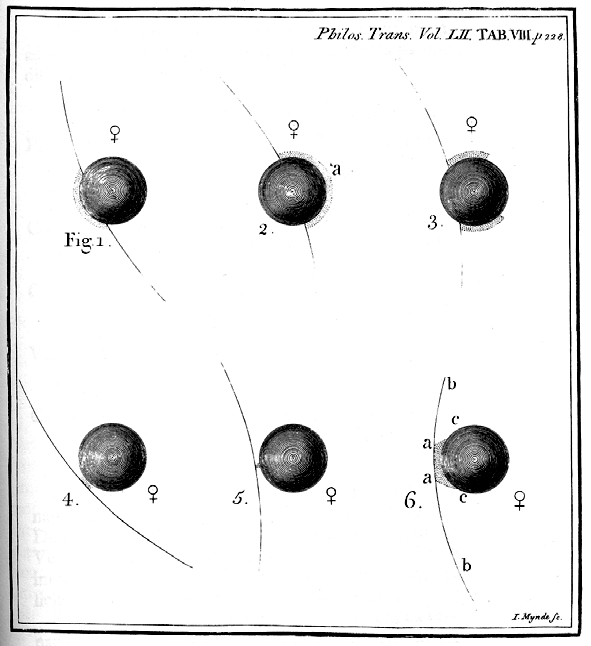
El efecto de la gota negra, según lo descrito por Torbern Bergman en 1761.

El tránsito 1761 se produjo hacia el final de la Guerra de los Siete Años (1756-1763), el principal conflicto que involucró a la mayoría de las potencias europeas en una amplia parte del mundo (Europa, América del Norte, India, etc.). A pesar de esto, tuvo lugar la primera colaboración científica multinacional, con la participación de sesenta lugares de observación en Europa y Asia y África.
La observación del tránsito se resaltó por primera vez el efecto de la gota negra, efecto óptico por el que una pequeña lágrima negra parece conectar el disco negro del planeta con el límite del limbo solar justo después del 2º contacto y antes del tercero, impidiendo cronometrar con precisión que el momento preciso en que ocurre.
En 1761, el científico ruso Mikhail Lomonosov dedicó a este evento un tratado titulado "El tránsito de Venus por el sol" .